# ドミンゴ・アセベド
ドミンゴ・アントニオ・アセベド （Domingo Antonio Acevedo、 1994年3月6日 - ）は、ドミニカ共和国ビージャ・ロス・アルマシゴス出身のプロ野球選手（投手）。右投右打。オリックス・バファローズ所属。

## 経歴

### ヤンキース時代
2012年にアマチュアFAでニューヨーク・ヤンキースと契約した。
2013年にドミニカン・サマーリーグ・ヤンキースでプロデビューを果たし、11試合（10先発）で1勝2敗、防御率2.63の成績を残した。
2014年はガルフ・コーストリーグ・ヤンキースでプレーした。5試合に先発して0勝1敗、防御率4.11だった。
2015年は、チャールストン・リバードッグスで開幕を迎え、1試合に先発した後、故障者リスト入りした。復帰後は、スタテンアイランド・ヤンキースに配属された。2チームの合計では、12試合に先発して3勝0敗、防御率1.81の成績を残した。
2016年は、開幕をリバードッグスで迎え、のちに傘下A-級のタンパ・ターポンズに昇格した。この年は、2チームの合計で18試合に先発し、5勝4敗、防御率2.61を記録した。
2017年はターポンズで開幕を迎え、シーズンではトレントン・サンダーとスクラントン・ウィルクスバリ・レイルライダーに昇格し、オールスター・フューチャーズゲームにも出場した。3チーム合計で23試合に先発し、6勝6敗、防御率3.25だった。シーズン終了後に40人枠に追加された。
2018年は、サンダーで開幕を迎えた。7月21日にメジャーに昇格したが、登板することなく傘下のAA級に戻った。この年もメジャーでの登板はなく、マイナーでは2チームでプレーし、3勝3敗、防御率2.99だった。
2019年8月23日にヤンキースからリリースされたが、3日後の26日に再契約した。この年は2チーム合計で8勝1敗、防御率4.35の成績を残した。
2020年は、新型コロナウイルスの影響でマイナーリーグの試合が開催されなかったため、プレーしなかった。11月2日にFAになった。

### アスレチックス時代
2020年11月16日にオークランド・アスレチックスとマイナー契約を結んだ。
2021年は、開幕をAAA級のラスベガス・アビエイターズで迎え、16.1イニングを投げて27個の三振を奪い、防御率2.76を記録した。 6月21日にメジャー昇格を果たし、その日のテキサスレンジャーズ戦でメジャー初登板。最初の打者ウィリーカルフーンをファーストゴロに打ち取り、アイザイア・カイナ―ファレファからメジャー初奪三振を記録。その後マイナー落ちもしたが、9月14日に再び昇格した。この年は10試合に登板して、勝敗はつかなかったが、防御率3.27を記録した。
2022年は開幕ロースター入りを果たし、セットアッパーとして定着し、70試合に登板した。

## 詳細情報

### 年度別投手成績
| 年 度    | 球 団    | 登 板 | 先 発 | 完 投 | 完 封 | 無 四 球 | 勝 利 | 敗 戦 | セ 丨 ブ | ホ 丨 ル ド | 勝 率 | 打 者 | 投 球 回 | 被 安 打 | 被 本 塁 打 | 与 四 球 | 敬 遠 | 与 死 球 | 奪 三 振 | 暴 投 | ボ 丨 ク | 失 点 | 自 責 点 | 防 御 率 | W H I P |
| -------- | -------- | ----- | ----- | ----- | ----- | -------- | ----- | ----- | -------- | ----------- | ----- | ----- | -------- | -------- | ----------- | -------- | ----- | -------- | -------- | ----- | -------- | ----- | -------- | -------- | ------- |
| 2021     | OAK      | 10    | 0     | 0     | 0     | 0        | 0     | 0     | 0        | 0           | ----- | 44    | 11.0     | 9        | 3           | 4        | 0     | 0        | 9        | 0     | 0        | 4     | 4        | 3.27     | 1.18    |
| 2022     | OAK      | 70    | 0     | 0     | 0     | 0        | 4     | 4     | 4        | 20          | .500  | 266   | 67.2     | 50       | 9           | 17       | 4     | 3        | 58       | 1     | 1        | 26    | 25       | 3.33     | 0.99    |
| MLB：2年 | MLB：2年 | 80    | 0     | 0     | 0     | 0        | 4     | 4     | 4        | 20          | .500  | 310   | 78.2     | 59       | 12          | 21       | 4     | 3        | 67       | 1     | 1        | 30    | 29       | 3.32     | 1.02    |

- 2022年度シーズン終了時

### 背番号
- 68（2021年 - ）